# Klaus Büttner
Klaus Büttner (* 1949) ist ein deutscher Kommunalpolitiker (CDU). Er war von 1990 bis 1994 Oberbürgermeister von Weimar.

## Leben
Der aus Fulda stammende Verwaltungsjurist Büttner wurde im Sommer 1990 Oberbürgermeister von Weimar, nachdem sein Vorgänger Wolfgang Hentzschel bereits nach wenigen Wochen im Amt zurückgetreten war. Mit Büttner zusammen erlangten mehrere von Büttners Freunden ebenfalls Ämter in der Weimarer Stadtverwaltung. Er führte eine Koalition aus CDU, SPD und FDP. In Kritik geriet Büttner insbesondere wegen seiner Jugendpolitik, da er zum einen versuchte, dem Christlichen Jugenddorfwerk Deutschlands Jugendkultureinrichtungen zu übertragen und er sich ferner für die Räumung besetzter Häuser einsetzte. Auch kam es zu Intransparenzen im Bereich der Privatisierung kommunalen Eigentums und Büttner war dem Vorwurf ausgesetzt, die einheimischen Betriebe zugunsten westdeutscher Konzerne zu benachteiligen. Im September 1992 verließ die SPD die Koalition, aufgrund des Übertrittes von SPD-Mitgliedern zu FDP oder CDU behielt die Koalition aber ihre Mehrheit in der Stadtverordnetenversammlung. Bis 1994 stieg der Schuldenstand Weimars auf über 400 Millionen DM an, sodass sich die Stadt in einer prekären Lage befand; Büttner wurde in diesem Zusammenhang Verschwendung vorgeworfen. Bei der Kommunalwahl am 12. Juni 1994 verloren CDU und FDP Mandate; bei der gleichzeitig stattfindenden Oberbürgermeisterwahl gelangten der frühere amtierende Oberbürgermeister Volkhardt Germer (parteilos, früher SED) sowie Büttner in die Stichwahl, die Büttner mit 46 zu 54 Prozent verlor.
Nach seiner Oberbürgermeisterzeit war Büttner in Tochtergesellschaften für die Deutsche Bank in Frankfurt und das Bundesministerium für Verteidigung in der Immobilienentwicklung tätig.